# André Corriveau
Pour les articles homonymes, voir Corriveau.
André Corriveau est un monteur et réalisateur québécois.

## Filmographie

### Comme monteur
- 1969 : À soir on fait peur au monde
- 1971 : Le Retour de l'immaculée conception
- 1971 : Le Martien de Noël
- 1973 : Noël et Juliette
- 1974 : Night Cap
- 1974 : Il était une fois dans l'Est
- 1976 : L'Eau chaude, l'eau frette
- 1977 : Le soleil se lève en retard
- 1977 : Jules le magnifique
- 1978 : Une amie d'enfance
- 1978 : Comme les six doigts de la main
- 1979 : Mourir à tue-tête
- 1980 : Les Bons Débarras
- 1980 : L'Affaire Coffin
- 1981 : Les Beaux souvenirs
- 1982 : Les Yeux rouges
- 1982 : La Quarantaine
- 1983 : Bonheur d'occasion
- 1984 : Le Marchand d'armes (The Gunrunner)
- 1984 : La Guerre des tuques
- 1985 : C'est comme une peine d'amour
- 1986 : Henri
- 1986 : Pouvoir intime
- 1987 : Le Frère André
- 1987 : Le Jeune Magicien (Cudowne dziecko)
- 1988 : Les Aventuriers du timbre perdu (Tommy Tricker and the Stamp Traveller)
- 1988 : Kenny
- 1988 : Les Portes tournantes
- 1989 : Dans le ventre du dragon
- 1990 : Rafales
- 1991 : El Verano del potro
- 1991 : Vincent et moi
- 1992 : Being at Home with Claude
- 1993 : The Boys of St. Vincent: 15 Years Later
- 1995 : Le Sphinx
- 1996 : Bandes-hommages 100 ans de cinéma
- 1996 : Lilies - Les feluettes
- 1997[réf. nécessaire] : Little Men (en) de Rodney Gibbons
- 1998 : L'Histoire de l'Oie (TV)
- 1999 : Histoires d'hiver
- 2000 : Le P'tit Varius
- 2000 : Le Chapeau ou L'histoire d'un malentendu
- 2000 : Albertine, en cinq temps (TV)
- 2001 : À travers chants
- 2003 : Le Mur du secret (Wall of Secrets) (TV)
- 2004 : Mon fils sera arménien

### Comme réalisateur
- 1996 : Bandes-hommages 100 ans de cinéma

## Nominations
- 1987 : Prix Génie du meilleur montage pour Pouvoir intime